# Moldavska prva liga
Prva moldavska nogometna liga uključuje 12 klubova iz Moldavija. Igra se 33 utakmica trokružnim sustavom, dakle, svatko sa svakim tri puta. Na kraju sezone, posljednje 2 plasirana momčad ispada u Divizia A, a u prvu ligu ulazi izravno 2 prvaka iz Divizia A. Prvak lige nastupa kao nositelj u 2. pretkolu UEFA Lige prvaka, drugoplasirani i trećeplasirani ulaze u UEFA Europsku ligu, kao i pobjednik Moldavska nogometnog kupa.

## Sezona2017.
- Dacia Kišinjev
- Dinamo-Auto Tiraspol
- Milsami Orhei
- Petrocub Hîncești
- Sfântul Gheorghe Suruceni
- Sheriff Tiraspol
- Speranța Nisporeni
- Spicul Chișcăreni
- Zaria Bălți
- Zimbru Kišinjev

## Moldavski nogometni prvaci
- 1992.  - Zimbru Kišinjev
- 1992./93.  - Zimbru Kišinjev
- 1993./94.  - Zimbru Kišinjev
- 1994./95.  - Zimbru Kišinjev
- 1995./96.  - Zimbru Kišinjev
- 1996./97.  - Constructorul Kišinjev
- 1997./98.  - Zimbru Kišinjev
- 1998./99.  - Zimbru Kišinjev
- 1999./00.  - Zimbru Kišinjev
- 2000./01.  - Sheriff Tiraspol
- 2001./02.  - Sheriff Tiraspol
- 2002./03.  - Sheriff Tiraspol
- 2003./04.  - Sheriff Tiraspol
- 2004./05.  - Sheriff Tiraspol
- 2005./06.  - Sheriff Tiraspol
- 2006./07.  - Sheriff Tiraspol
- 2007./08.  - Sheriff Tiraspol
- 2008./09.  - Sheriff Tiraspol
- 2009./10.  - Sheriff Tiraspol
- 2010./11.  - Dacia Kišinjev
- 2011./12.  - Sheriff Tiraspol
- 2012./13.  - Sheriff Tiraspol
- 2013./14.  - Sheriff Tiraspol
- 2014./15.  - Milsami Orhei
- 2015./16.  - Sheriff Tiraspol
- 2016./17.  - Sheriff Tiraspol
- 2017.  - Sheriff Tiraspol
- 2018.  - Sheriff Tiraspol
- 2019.  - Sheriff Tiraspol
- 2020./21. – Sheriff Tiraspol
- 2021./22. – Sheriff Tiraspol

## Vanjske poveznice
- Competitions  Arhivirana inačica izvorne stranice od 2. listopada 2016. (Wayback Machine)
- SoccerWay

| Europske prve nogometne lige (UEFA) | Europske prve nogometne lige (UEFA) |
| ----------------------------------- | --- |
|                                     | |
| Sadašnje                            | Albanija • Andora • Armenija • Austrija • Azerbajdžan • Belgija • Bjelorusija • Bosna i Herzegovina • Bugarska • Cipar • Crna Gora • Češka • Danska • Engleska • Estonija • Farski otoci • Finska • Francuska • Gibraltar • Grčka • Gruzija • Hrvatska • Irska • Island • Italija • Izrael • Kazahstan • Kosovo • Latvija • Litva • Luksemburg • Mađarska • Malta • Moldavija • Nizozemska • Norveška • Njemačka • Poljska • Portugal • Rumunjska • Rusija • San Marino • Sjeverna Irska • Sjeverna Makedonija • Slovačka • Slovenija • Srbija • Škotska • Španjolska • Švedska • Švicarska • Turska • Ukrajina • Wales |
|                                     | |
| Bivše                               | Čehoslovačka • DR Njemačka • Jugoslavija • Sovjetski savez • Srbija i Crna Gora |

| Europske prve nogometne lige (UEFA) | Europske prve nogometne lige (UEFA) |
| ----------------------------------- | --- |
|                                     | |
| Sadašnje                            | Albanija • Andora • Armenija • Austrija • Azerbajdžan • Belgija • Bjelorusija • Bosna i Herzegovina • Bugarska • Cipar • Crna Gora • Češka • Danska • Engleska • Estonija • Farski otoci • Finska • Francuska • Gibraltar • Grčka • Gruzija • Hrvatska • Irska • Island • Italija • Izrael • Kazahstan • Kosovo • Latvija • Litva • Luksemburg • Mađarska • Malta • Moldavija • Nizozemska • Norveška • Njemačka • Poljska • Portugal • Rumunjska • Rusija • San Marino • Sjeverna Irska • Sjeverna Makedonija • Slovačka • Slovenija • Srbija • Škotska • Španjolska • Švedska • Švicarska • Turska • Ukrajina • Wales |
|                                     | |
| Bivše                               | Čehoslovačka • DR Njemačka • Jugoslavija • Sovjetski savez • Srbija i Crna Gora |